# Ядровская волость

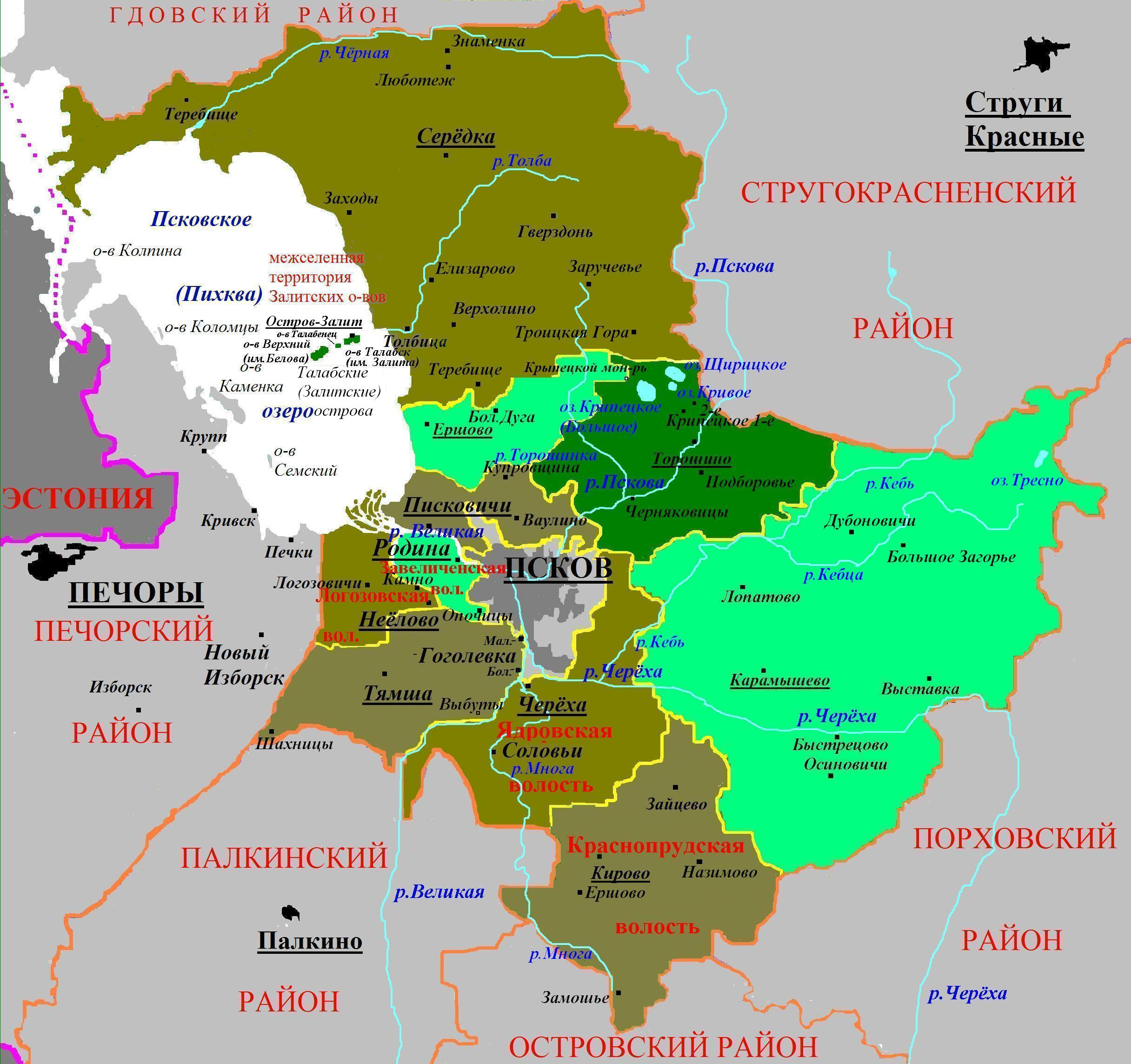
Административное деление Псковского района (2010)

Ядровская волость — административно-территориальная единица 3-го уровня и муниципальное образование со статусом сельского поселения в Псковском районе Псковской области России.
Административный центр — деревня Черёха — находится на юго-восточной границе города Псков, в междуречье Великой и Черёхи.

## География
Территория волости граничит на севере с городским округом Псков и Торошинской волостью, на западе — по реке Великой — с Тямшанской волостью, на востоке и юго-востоке — с Карамышевской, на юге — с Краснопрудской волостями Псковского района, на юге и юго-западе — с Палкинским районом.

## История
До 1924 года эта территория в основном входила в Сидоровскую волость (с центром в д. Погорелка), территория которой декретом ВЦИК от 10 апреля 1924 года была включена в укрупнённую Псковскую волость Псковского уезда Псковской губернии, из которой в свою очередь декретом ВЦИК от 15 февраля 1926 года была выделена вторая Завеличенская волость; в состав последней оказались западные и южные сельсоветы, в том числе Погорельский (по д. Погорелка) и Клишевский (по д. Клишово) сельсоветы, а 7 октября 1926 года был выделен Ядровский сельсовет. Постановлением Президиума ВЦИК от 1 августа 1927 года губернии, уезды и волости в СССР были упразднены, а сельсоветы упразднённой Завеличенской волости были включены в состав новообразованного Псковского района Псковского округа Ленинградской области, в том числе Погорельский и Ядровский.
Указом Президиума Верховного Совета РСФСР от 16 июня 1954 года, Погорельский и Рюжский сельсоветы были объединены в Горушинский сельсовет (по д. Горушка). Решением Псковского облисполкома от 13 мая 1958 года был упразднён Клишевский сельсовет (по д. Клишово), а его территория разделена между Ядровским и Торошинским сельсоветами. Решением Псковского облисполкома от 13 февраля 1960 года в Ядровский сельсовет был включён и Горушинский сельсовет.
Постановлением Псковского областного Собрания депутатов от 26 января 1995 года все сельсоветы в Псковской области были переименованы в волости, в том числе Ядровский сельсовет превращён в Ядровскую волость.
Законом Псковской области от 28 февраля 2005 года в границах волости было образовано также муниципальное образование Ядровская волость со статусом сельского поселения с 1 января 2006 года в составе муниципального образования Псковский район со статусом муниципального района.

## Население
| 2002  | 2008  | 2009  | 2010  | 2012  | 2013  | 2014  |
| ----- | ----- | ----- | ----- | ----- | ----- | ----- |
| 6112  | ↘6083 | ↘6025 | ↗6041 | ↗6178 | ↗6355 | ↗6536 |
| 2015  | 2016  | 2017  | 2018  | 2019  | 2020  | 2021  |
| ↘6516 | ↘6481 | ↗6613 | ↘6481 | ↘6350 | ↘6217 | ↘4817 |

Население — 6025 чел. (1 января 2010 г.).

## Населённые пункты
В состав Ядровской волости входит 69 деревень:
| №  | Населённый пункт | Тип     | Население, чел. 2001 | Население, чел. 2010 |
| -- | ---------------- | ------- | -------------------- | -------------------- |
| 1  | Анисимово        | деревня | 32                   | ↘22                  |
| 2  | Атаки            | деревня | 23                   | ↘11                  |
| 3  | Барбаши          | деревня | 91                   | ↗91                  |
| 4  | Большая Жадунка  | деревня | 6                    | ↘3                   |
| 5  | Большое Захново  | деревня | 1                    | ↗4                   |
| 6  | Боровицы         | деревня | 14                   | ↘10                  |
| 7  | Будник           | деревня | 2                    | →3                   |
| 8  | Василево         | деревня | 6                    | ↗6                   |
| 9  | Волженец         | деревня | 18                   | ↗11                  |
| 10 | Волки            | деревня | 3                    | ↘0                   |
| 11 | Воскресенское    | деревня | 12                   | ↘9                   |
| 12 | Высоцкое         | деревня | 1                    | ↗3                   |
| 13 | Глоты            | деревня | 291                  | ↗301                 |
| 14 | Горнево          | деревня | 146                  | ↗154                 |
| 15 | Горушка          | деревня | 161                  | ↗168                 |
| 16 | Дьяково          | деревня | 17                   | ↗50                  |
| 17 | Ерошиха          | деревня | 10                   | ↗13                  |
| 18 | Ерусалимка       | деревня | 7                    | ↘8                   |
| 19 | Жеребцово        | деревня | 5                    | ↘1                   |
| 20 | Жуково           | деревня | 8                    | ↗9                   |
| 21 | Зарезница        | деревня | 2                    | →3                   |
| 22 | Кашеварово       | деревня | 10                   | ↗6                   |
| 23 | Клишово          | деревня | 29                   | ↘19                  |
| 24 | Князево          | деревня | 27                   | ↘14                  |
| 25 | Крапивинка       | деревня | 14                   | ↘2                   |
| 26 | Кряково          | деревня | 1                    | →0                   |
| 27 | Латышево         | деревня | 11                   | ↘4                   |
| 28 | Лентьево         | деревня | 26                   | ↘18                  |
| 29 | Лодышкино        | деревня | 8                    | ↗13                  |
| 30 | Ложнево          | деревня | 61                   | ↗87                  |
| 31 | Лопатино         | деревня |                      | →0                   |
| 32 | Луни             | деревня | 12                   | ↗14                  |
| 33 | Мазилино         | деревня | 6                    | ↘14                  |
| 34 | Малая Жадунка    | деревня |                      | ↗7                   |
| 35 | Малая Кебь       | деревня | 18                   | ↗11                  |
| 36 | Марковка         | деревня |                      | →0                   |
| 37 | Михали           | деревня | 5                    | ↗2                   |
| 38 | Олисово          | деревня | 14                   | ↗15                  |
| 39 | Паничьи Горки    | деревня | 5                    | ↘12                  |
| 40 | Песчанка         | деревня | 17                   | ↘4                   |
| 41 | Погорелка        | деревня | 9                    | ↗17                  |
| 42 | Подборовье       | деревня | 6                    | →2                   |
| 43 | Поддубье         | деревня | 8                    | ↘5                   |
| 44 | Пожнище          | деревня | 25                   | ↗56                  |
| 45 | Похвальщина      | деревня | 497                  | ↗558                 |
| 46 | Приборок         | деревня | 14                   | ↘6                   |
| 47 | Пятоново         | деревня | 4                    | ↘2                   |
| 48 | Раменье          | деревня | 29                   | ↘17                  |
| 49 | Рябово           | деревня | 66                   | ↗95                  |
| 50 | Селюгино         | деревня | 24                   | ↗52                  |
| 51 | Серебрянник      | деревня | 9                    | ↗12                  |
| 52 | Сидорово         | деревня | 6                    | →5                   |
| 53 | Соево            | деревня |                      | ↗2                   |
| 54 | Соловьи          | деревня | 1436                 | ↘1182                |
| 55 | Сопрыгино        | деревня | 7                    | ↘2                   |
| 56 | Спасское         | деревня | 2                    | →3                   |
| 57 | Старухино        | деревня | 11                   | ↘11                  |
| 58 | Стремутка        | деревня | 584                  | ↗795                 |
| 59 | Туховик          | деревня | 11                   | ↘7                   |
| 60 | Тянутово         | деревня | 4                    | ↗3                   |
| 61 | Устье            | деревня | 4                    | ↘0                   |
| 62 | Фромино          | деревня | 10                   | ↘1                   |
| 63 | Хахино           | деревня | 8                    | ↗8                   |
| 64 | Холстово         | деревня | 29                   | ↘20                  |
| 65 | Черёха           | деревня | 1733                 | ↘1089                |
| 66 | Черноручье       | деревня | 7                    | ↘11                  |
| 67 | Шапково          | деревня | 4                    | ↘0                   |
| 68 | Яблонец          | деревня | 1                    | ↗3                   |
| 69 | Языково          | деревня |                      | ↘1                   |

Законом Псковской области от 8 июля 2005 года из состава волости были исключены деревни Афанасово (включена в состав д. Мазилино) и Жадунка, которая была разделена на две деревни: Большая Жадунка и Малая Жадунка; также в составе волости были добавлены новые деревни: Лопатино, Марковка и Языково.
Законом Псковской области от 29 декабря 2014 года из состава волости были исключены упразднённые деревни Плаксино (включена в состав д. Мазилино) и Шарино (включена в состав д. Старухино).